# Edward Willet Dorland Holway

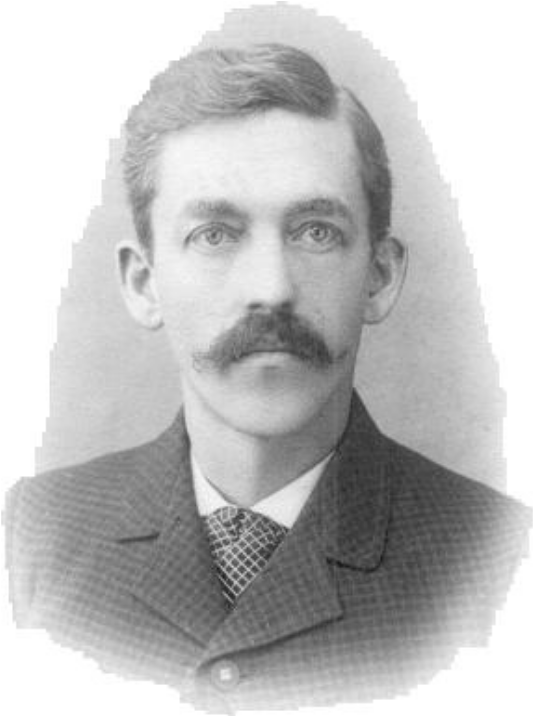
Edward Willet Dorland Holway

Edward Willet Dorland Holway (* 13. Februar 1853 in Adrian (Lenawee County), Michigan; † 30. März 1923 in Phoenix (Arizona)) war ein US-amerikanischer Banker, Botaniker und Mykologe. Er war Sohn von George Newell Holway und Amy Marie Ellison und hatte zwei Brüder, William Newell Holway und Ruliff Stephen Holway.
Sein botanisch-mykologisches Autorenkürzel lautet „Holw.“.
Holway verbrachte seine Kindheit auf einer Farm im Nordosten Iowas. Er begann ein Studium im Bauingenieurswesen, musste dieses jedoch auf Grund einer schweren Krankheit abbrechen. Nach seiner Genesung startete er seine berufliche Laufbahn als Bankangestellter in der Winneshiek County State Bank in Decorah (Iowa) und wurde dort zunächst Kassier und später Vizepräsident. Er interessierte sich bereits früh für schwer erreichbare und entfernte Orte, an denen er seltene und ungewöhnliche Pflanzen finden konnte, die er sammelte und klassifizierte. Sein Spezialgebiet, in dem er auch angesehen war, waren jedoch Pilze. Bereits während seiner Tätigkeit in der Bank unternahm er Reisen innerhalb der USA und nach Mexiko. In seiner Pension widmete er sich ausschließlich der Botanik und seinen Reisen, während derer er zunächst Mittelamerika und Kanada besuchte. Er zog nach Minneapolis und nahm dort an der University of Minnesota eine Stelle als Dozent für Botanik an, die er bis zu seinem Tod innehatte. Der Universität stellte er auch seine botanische Sammlung zur Verfügung. Während seiner dortigen Tätigkeit führten ihn zwei lange Reisen nach Südamerika; die erste entlang des westlichen Teils des Kontinents von Chile bis Ecuador, die zweite und letzte schließlich in den Osten und Süden Brasiliens. Sein Garten in Minneapolis war berühmt für die seltenen dort wachsenden Pflanzenarten und für den prächtigen Tulpengarten. Wissenschaftliche Anerkennung erhielt er vor allem durch seine Arbeiten an mexikanischen Rostpilzen. Er war außerdem auch begeisterter Bergsteiger und nahm an einer Reihe von anspruchsvollen Kletterexpeditionen in den kanadischen Rocky Mountains sowie der Caribou- und Selkirk Mountains teil. Er war Mitglied des Alpine Club of Canada, American Alpine Club, der Botanical Society of America, der Royal Geographical Society und der Society of Sigma Xi.
Am 20. Mai 1877 heiratete er Effie Aiken, seine erste Frau, die am 29. November 1917 verstarb. Nach ihrem Tod heiratete er Mary Mortensen. Er hatte zwei Töchter. Holway starb während eines Genesungsaufenthaltes in Phoenix (Arizona) an Herzschwäche, die nach einer Influenza-Erkrankung auftrat, wegen der er zuvor einige Zeit in Minneapolis im Krankenhaus verbringen musste.